# Música de Cuba

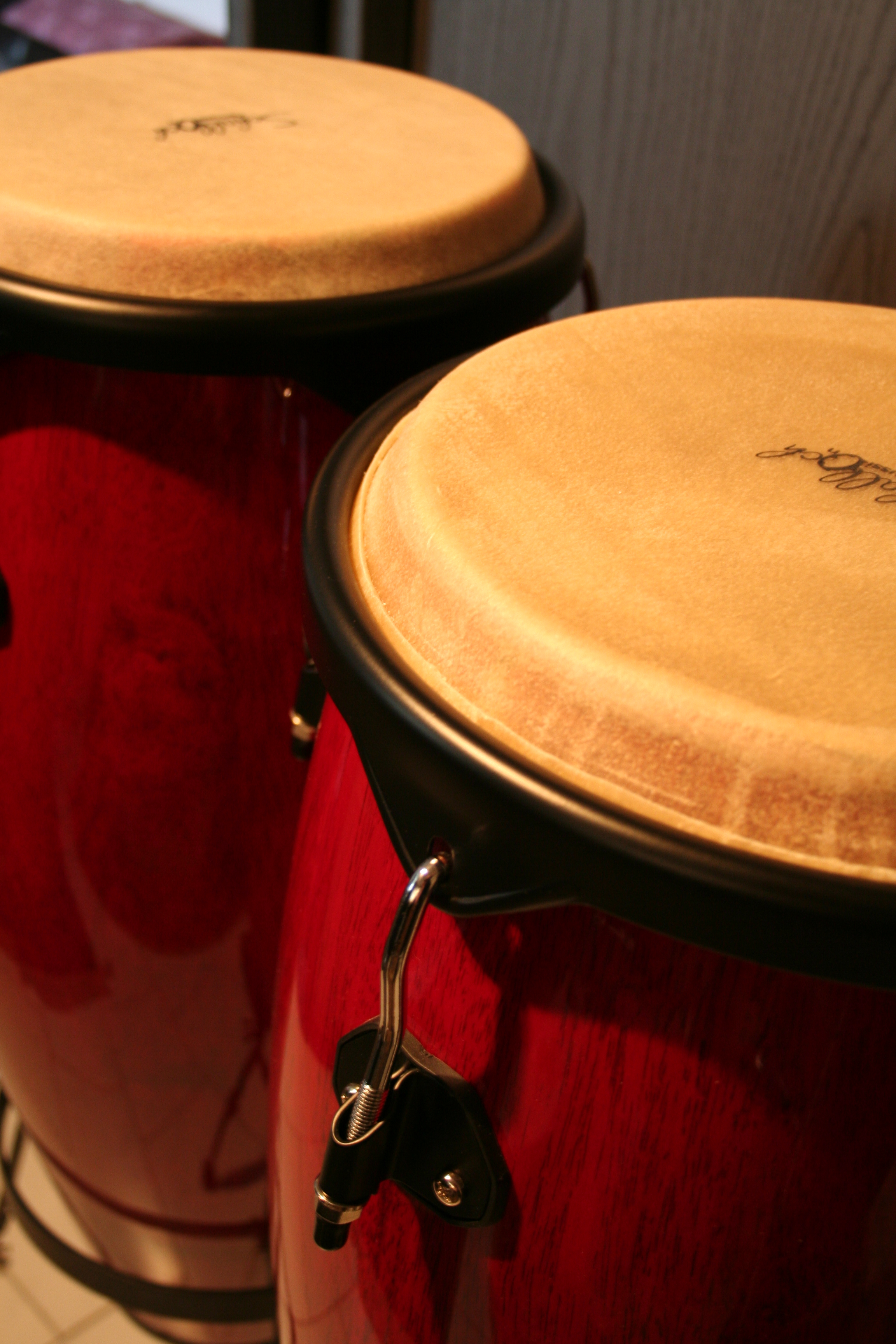
Conga, instrumento musical de origem cubana

A música cubana é a expressão dos ritmos trazidos para a ilha de Cuba especialmente pelos colonizadores espanhóis e os povos escravizados da África. Além disso, em menor número, existe alguma influência asiática, incluindo a corneta chinesa no conga do Carnaval, um evento que começou no final do século XIX com a chegada dos primeiros imigrantes chineses para a ilha.
Conforme a origem de suas influências, poderíamos fazer uma divisão fundamental entre a música euro-cubana e a afro-cubana, e de uma muito extensa derivação de ambas, com suas variadas manifestações populares, ao longo dos anos e por isso a música de Cuba sempre foi reconhecida  por todo o mundo e por muitas gerações.
As populações nativas de Cuba, pertencentes aos povos taínos e ciboneis, desapareceram por completo e a música da ilha acabou sendo fundamentada quase totalmente na africana. Daí a diversidade de ritmos e de instrumentos de percussão. Da Espanha, sua colonizadora, Cuba também herdou estilos, que acabaram alterados pelos elementos africanos também, como a rumba e o bolero.
Qualquer classificação que se pretenda fazer da música cubana dependerá do grau de mistura entre as influências europeias e africanas que são descobertas na mesma. Mas reduzi-la a essa classificação seria demasiado simples, porque, na realidade, a música cubana é o rico e complexo resultado da fusão criativa destas duas fontes, que historicamente tem acrescentado a influência das mais diversas culturas e tendências musicais.
Hoje em dia, está experimentando um novo "boom" da mesma, resultado do redescobrimento, pelo menos a nível dos grandes circuitos comerciais da música, que é um movimento musical florescente que vai desde a chamada salsa, até a música eletroacústica passando pelo jazz, o rock e a música clássica.
No caso da música clássica, Cuba produziu alguns nomes notórios como José Ardévol, Alejandro García Caturla, Amadeo Roldán, Esther Rodríguez e Julián Orbón.
Figuras como Camila Cabello, Compay Segundo, Claudio Rodríguez (cantor) Celina & Reutilio, Ibrahim Ferrer, Silvio Rodriguez, Ernesto Lecuona, Pablo Milanes, Omara Portuondo, César Portillo de la Luz e Chucho Valdes, entre muitos outros, são talvez o indicativo da diversidade e da riqueza desta música, o que é considerado por alguns, juntamente com os Estados Unidos e Brasil, como uma das fontes mais importantes da música popular contemporânea.
Cuba tem grandes músicas e bandas como Buena Vista Social Club, Addys D'Mercedes, Orishas e Benny Moré.
Cuba possui vários ritmos herdados de seus colonizadores como: salsa e merengue, influências africanas, rumba e principalmente o mambo que alega-se ser formado em Cuba por Orestes e Israel López (ex-integrantes da banda "Arcano y sus maravillas") em 1938. E mais tarde foi modificado pelo famoso músico Dámaso Pérez Prado (considerado el rey del mambo) o qual separou os ritmos sincopados e o jazz pois dizia que era muito complicado de dançar o mesmo e partir de 1951 o mambo se popularizou por todos os mundos.

## Algumas manifestações
- Bolero
- Chá-chá-chá
- Contradanza
- Danzón
- Danzonete
- Guaguancó
- Guajira
- Guaracha
- Mambo
- Merengue
- Nueva Trova Cubana
- Pachanga
- Rumba
- Salsa
- Son cubano
- Son montuno
- Timba